# Schlauchpaket
Ein  Schlauchpaket ist eine alternative Variante zum Schlauchtragekorb oder der Schlauchhaspel, um Feuerwehrschläuche zu transportieren und in den Einsatz zu bringen.
Ein Schlauchpaket dient vor allem dazu, die für den Einsatz notwendige Schlauchreserve schnell legen zu können.

## Varianten
Üblicherweise besteht ein Schlauchpaket aus einem C-Schlauch oder zwei C-Schläuchen mit je 15 Metern oder 30 Metern. Die Idee stammt aus den USA, wo Schlauchtragekörbe nicht verbreitet sind.
Die zum Schlauchpaket zusammengelegten Schläuche werden mit Klettbändern, Leder- oder Gummiriemen zusammengebunden und auf der Schulter transportiert.

### In Buchten gelegtes Schlauchpaket
Bei dieser Variante wird der Schlauch einfach auf eine Länge von ca. 1,5 Metern gefaltet. Auf der Schulter transportiert kann der Schlauch somit (genau wie aus einem Schlauchtragekorb heraus) verlegt werden.

### Als Schnecke („coil“) gelegtes Schlauchpaket
Der Schlauch wird – von außen beginnend und nach innen führend – zu einer Schnecke von ca. 1,5 Metern Durchmesser gelegt. Ein Hohlstrahlrohr ist am inneren Ende bereits angeschlossen. Dieses Schlauchpaket dient als vorbereitete Schlauchreserve und erspart dem brand-bekämpfenden Trupp die Zeit und die Arbeit selbst eine Schlauchreserve zu legen.
Das Schlauchpaket wird in Kombination mit Schlauchtragekörben verwendet. Der Schlauchtragekorb wird am Verteiler angeschlossen und der Trupp geht mit diesem bis zur Rauchgrenze vor. Im Treppenraum schließt er dann das Schlauchpaket an die bereits verlegte Leitung an. Nach der Wassergabe füllt sich das Schlauchpaket und es bilden sich automatisch so genannte „loops“. Diese Loops können nun je nach Bedarf vom Angriffstrupp in die Wohnung gerollt oder nachgezogen werden. Einige Feuerwehren verwenden für das Schlauchpaket einzelne C-Schläuche mit 30 Metern Länge, um eine größere Eindringtiefe in das Brandobjekt ohne eine störende und eventuell hängenbleibende Schlauchkupplung zu erreichen.

### In Buchten gelegtes Schlauchpaket als Einrichtung zur schnellen Wasserabgabe
Alternativ zu fest verbauten Schlauchhaspeln mit formstabilen Druckschläuchen D oder C finden auf Lösch- und Tanklöschfahrzeugen deutscher Feuerwehren auch in Buchten verlegte C-Druckschläuche mit einer Gesamtlänge von 30 Metern Verwendung. Diese bieten Kosten- und Gewichtsvorteile im Vergleich zu festverbauten Schnellangriffseinrichtungen.

## Kritik
Vorteile:
- Schlauchpakete sind leichter als Schlauchtragekörbe.
- Das Hohlstrahlrohr ist bereits angeschlossen.
- Die Schlauchreserve ist schneller gelegt.

Nachteile:
- Ein Schlauchpaket beinhaltet weniger Schläuche als ein Schlauchtragekorb.
- Der Schlauch kann sich beim Nachziehen in sich verdrehen.